# Mar de las Pampas
Mar de las Pampas es una localidad balnearia costera del Mar Argentino, en el partido de Villa Gesell, provincia de Buenos Aires (Argentina), cubierto por cordones de dunas.

## Historia
En abril de 1957 un estudio de contadores públicos llamado Estudio Rico, Zelzman, Cilley y asoc adquieren  cerca de 300 ha de arena a pocos km de Villa Gesell, formando la sociedad Mar Azul sa. 
. El primer paso fue la fijación de las dunas, materia sobre la cual se contaba con algunas experiencias cercanas como la de Gesell en la villa que lleva su nombre, la de Guerrero en Cariló y la de Bunge en Pinamar. Para la tarea se reunieron antecedentes técnicos, bajo la dirección de los ingenieros agrónomos Moretti y Takacs, y numerosos materiales como semillas, arbustos, variedades de pasto, plantines de árboles. Una fuerte sudestada acabó con el trabajo de 3 años, fue entonces que se planifica la antiduna que corre paralela al mar, de modo que proteja los plantines del salitre y los vientos fuertes, se creó colocando barrera de ramas a lo largo de los 1750 m que es el frente de lo que hoy llamamos Mar de las Pampas y era en realidad el verdadero Mar Azul, antes de que se cambiara el nombre al balneario, pero no así a la sociedad fundadora. Con el tiempo Jorge Luis Vázquez se encargó de la apertura de las calles y del loteo que quedó al cuidado del Sr. Domingo Esteban Cardoso hoy es un frondoso bosque de álamos, sauces, pinos, acacias, eucaliptos, cipreses y otras especies que sirven de cobijo a numerosas aves, insectos, alimañas.

## Población
Cuenta con 1797 habitantes (Indec, 2010) permanentes. Está aglomerada junto a la localidad de Mar Azul. En el censo anterior contaba con 825 habitantes (Indec, 2001), lo que representa un marcado incremento del 117%
| Gráfica de evolución demográfica de Mar de las Pampas entre 1991 y 2010 |
|                                                                         |
| Fuente: Censos nacionales del INDEC                                     |

## Urbanización
Al comienzo la urbanización de la fracción correspondiente a Mar de las Pampas se planificó en manzanas cuadrangulares; pero hacia 1969 se comprendió que esta no se adaptaba al paisaje irregular de cordones de dunas y valles boscosos. Entonces se iniciaron los trámites correspondientes ante el Gobierno de la provincia de Buenos Aires, solicitando la remodelación del amanzanamiento.
Finalmente, hacia 1971 se obtuvo la aprobación del plano actual de Mar de las Pampas. La comercialización de parcelas se abrió hacia 1979, luego de 22 años de trabajo intensivo sobre la naturaleza del lugar, campañas de forestación, fijación de médanos y la planificación del desarrollo de una ciudad turística respetuosa del medio ambiente.

## Ubicación
Se encuentra a 8 kilómetros al sur de Villa Gesell y a 370 kilómetros al sudeste de la ciudad de Buenos Aires.